# Vuelo 100 de Asian Spirit
El vuelo 100 de Asian Spirit fue un Let L-410 Turbolet que se estrelló contra la ladera de una montaña entre los municipios de Kasibu, Nueva Vizcaya y Cabarroguis, Quirino en Filipinas el 7 de diciembre de 1999. La aeronave se encontraba en ruta hacia la Ciudad de Cauayan en Isabela desde el aeropuerto internacional Ninoy Aquino en Manila. Los quince pasajeros y dos tripulantes que viajaban a bordo fallecieron en el accidente.
El avión había partido de la terminal doméstica del aeropuerto internacional Ninoy Aquino a las 8:34 a. m. PST, y el piloto, Rolando Salandanan, efectuó el último contacto con el control de tráfico aéreo a las 9:19 a. m. PST mientras efectuaba la aproximación al aeropuerto de Cauayan, sin que se hubiese reportado ningún problema a bordo de la aeronave. El vuelo 100 tenía previsto aterrizar en Cauayan a las 9:37 a. m. PST. Los restos del vuelo 100 fueron localizados al día siguiente, 8 de diciembre.